# Andreas Bjarke
Andreas Bjarke, född 14 mars 1908 i Namsos, död 6 mars 1969 i Bergen, var en norsk skådespelare.
Bjarke scendebuterade 1929 vid Det norske teatret där han stannade till 1934. Därefter var han engagerad vid Den Nationale Scene. Han verkade även på turné med Riksteatret och vid Radioteatern.
Vid sidan av teatern verkade han som filmskådespelare. Han debuterade 1932 i John W. Brunius Bjørnstjerne Bjørnson-filmatisering En glad gutt. Debuten följdes av Syndare i sommarsol (1934), Den blodiga vägen (1955) och På slaget åtte (1957). År 1963 spelade han i TV-teaterföreställningen Den stundesløse.
Bjarke var gift med skådespelaren Hjørdis Bjarke (1909–2001).

## Filmografi
- 1932 – En glad gutt
- 1934 – Syndare i sommarsol
- 1955 – Den blodiga vägen
- 1957 – På slaget åtte
- 1963 – Den stundesløse